# 会社都合退職

退職事由に係るモデル退職証明書

会社都合退職（かいしゃつごうたいしょく）とは、労働契約解除の主たる原因が会社（使用者）にある、労働者にとって非自発的な退職をいう。

## 解雇から会社都合退職への変遷
かつて「解雇」が法律的に詳細定義されていない時代には使用者の都合による安易な契約解除（解雇もしくは不当解雇）も多く存在した。判例の蓄積や、近年の労働契約法の制定により、解雇の要件が明文化され、使用者が解雇を行うには相当な理由が必要となった。
また解雇には労働者の意思を挟み込む余地がないので、解雇された労働者が「不当解雇」と言うことで争い（主に訴訟や公的機関での紛争）が生じる可能性も充分にあり、使用者にとっても不安定な状況におかれてしまう。さらには使用者、労働者とも、膨大な時間と費用の浪費を余儀なくされる。そこで、それに替わる使用者起因による労働契約解除の効果として、法律的な位置付けはされていないが、退職勧奨や早期優遇退職などの「働きかけに応じる」という行為が使用者及び（退職を考えている）労働者の双方にとってメリットがあるということで急増している。それが労働者の退職時の手当て（退職金）や離職後の失業給付（基本手当など）において手厚い処遇をされ、使用者も解雇をすることによる労働者・労働組合からの軋轢（あつれき）を避けられ、また経済的なメリット（解雇を行うと、使用者は雇用保険法上の各種の助成金を受けられなくなる場合がある）もあり、この言葉が社会常識化した慣例用語とも言える。

## 解雇との違い
厳密に言えば「解雇」も内容から「会社都合退職」に属し、紙一重なものではあるが、労働契約解除に至る原因や労働者の承諾（退職願・退職届など）もしくは申し出も「会社都合退職」には基本的に存在し、「解雇」が労働者の意思とは関係のない使用者による一方的な契約解除であり、かつ解雇が法令の改正で法的な保護（解雇予告及び解雇予告手当）、や規制対象（解雇は「合理的な理由が存在する」こと）となったことつまり、「退職願」を使用者がもらわない労働契約解除は「解雇」となる以外は存在しないことを考えると、「会社都合退職」は「解雇」とは違った現代社会には不可欠な新しい労働契約解除の存在ともいえ、これを無視することはできない。

## 会社都合退職での注意点
会社都合退職は使用者からの要求であっても労働者からの申し出であっても、労働契約解除の要因が使用者にあることから責任も使用者にあるので、労働者には解雇以上の経済的優遇やその要因であることへの必要補償をすることが大切である。また会社都合退職はあくまでも「退職」であることから、労働者がこれを充分に納得していなければならない。これを怠った場合は、「解雇」もしくは「解雇」以上の不利益を労働者が被ることになるので、その性質上から労働基準法の違反で刑事告訴・強制捜査や民事上の不法行為（退職強要や使用者安全配慮義務違反）として損害賠償を提起される恐れが充分にある。
また「解雇」には解雇予告と（請求されたときの）解雇事由証明書が必要となる。会社都合退職の場合は、自ら退職願いを出す必要はない。出してしまえば自己都合退職と判断されてしまう（退職願いはや退職をお願いする書類のため）。ただし、会社によっては執拗に提出を迫ることもある。この場合はタイトルを「退職届」として、会社都合であることを必ず明記すること、退職日を記載しない（会社都合なので退職日は会社が決める）で提出する。

### 問題点
懲戒解雇の情状酌量としての処分に諭旨退職なるものが存在するが、これは法律用語ではなく労働慣習の中からの位置づけである、しかし、用語の定義から、あきらかに「会社都合退職」と言える分類になる。実務上は、懲戒解雇における制裁を緩め、普通解雇における手厚い保護を解除したものであるから、あくまでも懲戒解雇に対する情状酌量という意味での「会社都合退職」ということでなければならなくなり、解雇から諭旨退職への処分は、逆に不利益とされる。したがって、諭旨退職はその性質上、懲戒解雇からの引き下げ処分としかできないと相当するのが通常である。

### 実情
ところが、会社都合退職が実質的に存在しても、解雇のように法律上は明文化されておらず、現在の労働慣習に任せられている。
会社都合退職が明文となっているのは、次の2点である。
- 就業規則で退職金が存在するところに「自己都合退職」と「会社都合退職」に差があり、「会社都合退職」は「自己都合退職」に係数を掛けた形をとっている。
- 求職者給付では、解雇だけでなく退職勧奨や嫌がらせ退職、離職前の過度な残業、事業所の法令違反後の退職も「会社都合退職」と認定し、自己都合退職と比較して日数を倍増している。

これだけ会社都合退職の存在が定着してきた現在でも「解雇」のように定義がはっきりしていないため、同僚などからの「嫌がらせ」は使用者に発覚しづらいことや、「退職強要」などで「自己都合退職」に追い込まれてしまうのも少なくなくその証明を離職者（失業者）が証明をすることは簡単でないことから、今後の法整備などを早急に検討しなければならない。つまり「会社都合退職」とは会社には「不都合な労働契約解除」といわれるゆえんからである。

## 会社都合退職の例
一般的な例では、勤務先の経営悪化による人員整理、経営破綻（倒産、破産など）による退職（退社）が挙げられる。
具体的な例として退職勧奨やいじめ・嫌がらせ、セクシャルハラスメントなどによる退職は労働者が自らの意思で労働契約の解除を申し出たとしても「会社都合」といえる。
- 退職勧奨:使用者から労働者への働きかけが原因なので会社都合と言える。事業縮小などによる希望退職の募集などがこの例に入る。
- いじめ・嫌がらせ、セクシャルハラスメント:労働者が自らの意思で労働契約の解除を申し出たとしてもそれは会社が安全配慮義務に違反（怠った）した不法行為といえるので会社都合といえる。
- 過度な残業による疲労:業務で生じたことが原因もしくは退職前にそのようなことがあった場合は、その因果関係が立証できなくてもその事実があれば、自らの意思で退職を申し出ても会社都合といえる。